# ماريا ملكة رومانيا
ماريا ملكة رومانيا (بالإنجليزية: Marie of Edinburgh) تعرف كذلك بماري من ايدينبورغ (29اكتوبر 1875-18 يوليوم 1938) وهي زوجة فرديناند الأول ملك رومانيا حيث كانت اخر ملكة قرينة في رومانيا. ولدت ماري في العائلة الملكية في بريطانيا وهي ابنة الأمير ألفريد دوق إيدنبورغ ابن الملكة فيكتوريا وامها الدوقة ماريا الكساندروفنا من روسيا. في 10 يناير 1893 تزوجت ماري من ولي عهد رومانيا فرديناند الذي أصبح فيما بعد فرديناند الأول ملك رومانيا وكانت تتمتع بشعبية بين الرومانيين، وكانت تسيطر على ضعف ارادة زوجها حتى صعوده إلى العرش عام 1914. وبعد اندلاع الحرب العالمية الأولى حثت ماري زوجها الملك على الدخول إلى جانب الحلفاء فاعلنت رومانيا الحرب على ألمانيا عام 1916. وفي مراحل القتال الأولى سقطت العاصمة بوخارست بيد قوات المحور فانتقلت ماري وفرديناند واولادهم الخمسة إلى مولدوفا، حيث عملت مع بناتها الثلاث كممرضات في المستشفيات العسكرية لرعاية الجنود الجرحى والمصابين بداء الكوليرا. في 1 ديسمبر 1918 مقاطعة ترانسلفانيا ومن ثم بيسارابيا وبوكوفينا توحدت مع مملكة رومانيا القديمة. فاصبحت ماري الملكة القرينة لرومانيا الكبرى، وشاركت في مؤتمر السلام في باريس 1919 حيث قادت حملة عالمية للاعتراف برومانيا الكبرى. في عام 1930 عاد ابنها الأكبر كارول الثاني الذي تنازل عن حقه في العرش مسبقاً واعتلى العرش بعد ان ازاح ابنه الملك الطفل ميخائيل ملك رومانيا وقام بابعاد امه الملكة ماري عن المشهد السياسي وسعى للتاثير على شعبيتها لذلك انتقلت ماري بعيداً عن بوخارست واقامت في الريف أو في منزلها على البحر الأسود، وفي عام 1937 أصبحت مريضة بتليف الكبد وتوفيت في العام .

## تاج الأميرة (1893-1914)

### الحياة المنزلية
لم ينعم الزوجان ماري وفرديناند بحياة هانئة وخاصة في السنوات الأولي من زواجهما، لذا أرادت ماري الإفصاح عن مكنون صدرها قائلة له: «إنه لأمرُ مؤسف أن تضيع سنوات عدة من شبابنا سُدي وهذا فقط لنتعلم كيف نتأقلم علي العيش سوياً!» تدريجياً، بُنيت علاقة الزوجين علي الصداقة الحميمية الودية؛ لذا منحت ماري فريدناند الاحترام وذلك لأنه جدير بالمسئولية ومن ثم تُوج ملكاً. بمقابل ذلك، حصلت هي أيضاً علي جدير الاحترام منه وذلك لحسن بصيرتها وإدراكها لأمور المملكة أفضل منه شخصيا.

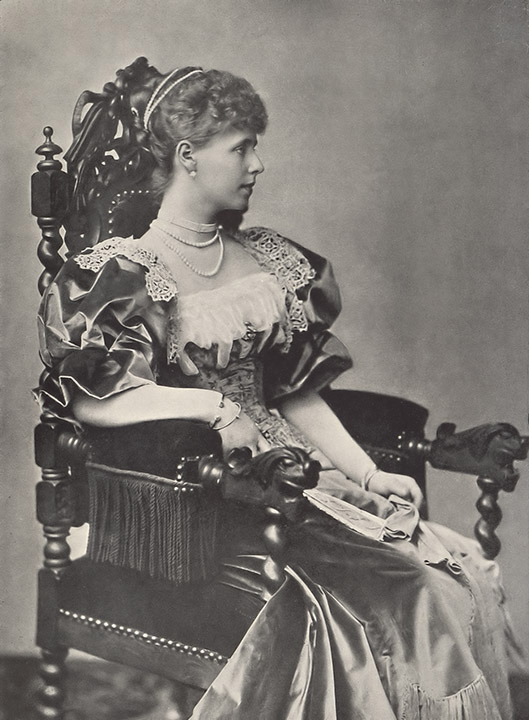
ماري ولية العهد عام 1893. وتعد هذه أول صورة التقطت لماري في رومانيا.

في النهاية، أدركت ماري بأنها هي وفرديناند أفضل رفقة -الأكثر صداقة في العائلة الملكية- لكن في بعض الأحيان تتناغم حياة كلاهما فقط في أمور معينة.
حظي فريدناند بصحبة ماري أثناء المسيرات العسكرية وبالتالي، دُعيت كثيراً إلي هذا النوع من المناسبات.
ولدت ماري أول مولود لها –الأمير كارول- بعد تسعة أشهر فقط من زواجها وذلك يوم 15 أكتوبر لعام 1883. بالرغم من إلحاح ماري علي أطبائها باستخدام مادة «الكلورفورم المخدرة» لتخفيف الآم الوضع إلا أنهم رفضوا ذلك مبررين رفضهم قائلين: «يجب علي جنس حواء تجرع الأوجاع تكفيراً لذنوبهم» بعد إصرار الأم ماري والملكة فيكتوريا؛ قبل الملك كارول باستخدام هذا المخدر لإبنة أخيه.
لم تشعر ماري بغريزة الأمومة تجاه مولودها الأول، لذا وددت لو أنها تستطيع إنهاء حياتها، لكنهاحينها تم تذكيرها من قبل زوجة الملك كارول-الملكة إليزابيث- بأن ولادة ماري لطفلها كانت أفضل لحظة في حياتها. لذا ليس عليها سوي الاشتياق لوالدتها أثناء ولادتها لطفلتها التانية الأميرة إليزابيث المولودة عام (1894). بعد الاعتياد علي الحياة في رومانيا، قُرت سريرتها بميلادها لأطفالها وهم: الأميرة ماريا (1900–61) والملقبة بــ«مينون»، والأمير نيكولاس (1903–78) الملقب بنيكي، والأميرة إيلانا ((1909–91 والأمير ميرسيا (1913–16).
نقل الملك كارول وزوجته الملكة إليزابيث كلاً من الأمير كارول والأميرة إليزابيث من عناية ماري مصريحين بأن ذلك غير ملائم لتربيتهم علي أيدي آباء قليلي الخبرة. أحبت ماري أطفالها؛ إلا أنها وجدت في بعض الأحيان صعوبة في توبيخهم وبالتالي فشلت في رعايتهم بشكلٍ ملائم. بناءًا علي ذلك مُنح أطفال العائلة الملكية بعض الشئ من التعليم، لكنهم لم يرسلو أبدا إلي المدرسة. إذ أن العائلة الملكية لم توفر لهم ماتزود به الفصول الدراسية طلابها، لذا ظهر خلل في السمات الشخصية لهؤلاء الأبناء كلما تقدم بهم العمر. في وقت لاحق كتب رئيس الوزراء أليون جي دوكا بأن لديه الرغبة مثل الملك (كارول) في تركه ورثة رومانيا بالكامل لأنهم اظهروا عدم جدارتهم بالنجاح.

### الحياة في البلاط
منذ البداية كان من الصعب لماري التكيف على العيش في رومانيا لهذا السبب كانت هناك خلافات جدلية في الحكومة الرومانية مما آثار لها جو منزلي ملئ بالتعسف. لقد صرحت بأنها لم تُحضر لرومانيا لتُعشق وتُدلل، بل جاءت لتكون جزءاً من آلية الملك كارول؛ بالإضافة لمجيئها للتهذب، للتعلم، وتُدرب وفقاً لمبادئ الرجل العظيم في كل شئ.عندما وصفت أيامها الأولي في رومانيا كتبت قائلة: «بأنها كانت تقضي ساعات طويلة مكتئبة، بينما كان زوجها المفعم بالشباب في الخدمة الحربية» (كل شئ في انزواء في غرف المعيشة). كتبت عمة ماري الإمبراطورة الألمانية الأرملة بأن الملك هو الأكثر هيمنة في عائلته لكنها تخشي بأن تصبح علاقته بزوجته علي المحك، فمثلها كالفراشة بدلاً من الحوم حول الزهر إلا أنها تحرق أجنحتها الجميلة بالقرب من النار. تعلمت ماري اللغة الرومانية، كما أنها طبقت نصيحة والداتها في اختيار الملبس بعناية وإظهار الاحترام للطقوس الأرثوذكسية.
أوصي الملك كارول ماري وفرديناند بتقصير دائرة الأصدقاء علي مجموعة معينة فقط، نتيجة لهذه النصيحة شجبت ماري انحياز أهلها للملك وفرديناند، لطالما كان أهلها متخوفين من أي تصرف يدينهما من قبل ابنتهما.
صرحت جريدة التايمز الأدبية بأن ماري ثبتت ذاتها منذ ساعة وصولها إلي بورخارست}العاصمة الرومانية{ وكانت حينها تحت وصاية الملك الصارم كارول الأول.
في عام 1896 انتقل فرديناند وماري لقصر Cotroceni Palace الذي شيده المهندس المعماري الروماني Grigore Cerchez، لكن ماري أضافت له بصماتها الخاصة.
في السنة التالية أصيب فرديناند بحمي التيفود، كما أنه أصيب بالهذيان لعدة أيام، وبرغم بذل الأطباء جهودهم المضنية؛ إلا أن حياته أصبحت علي المحك. في تلك الأونة تراسلت ماري مع عائلتها في بريطانيا. وكانت خائفة من فقدان زوجها، كما تولي وريث العرش الأمير كارول مقاليد الحكم في سنٍ مبكرة. تمنت العائلة بأكملها الشفاء لفرديناند، وبالفعل تحقق ذلك وذهب هو وماري إلي سينايا حيث توجد قلعة Peleș Castle وذلك من أجل النقاهة، وحينها لم يستطع الزوجان حضور احتفالات اليوبيل الماسي للملكة فيكتوريا في صيف هذا العام.
أثناء فترة نقاهة فرديناند قضت ماري معظم وقتها مع طفليها محادثةُ لهم ومقتطفة الأزهار معهم. تم قضاء شتاء 1897/1898 مع العائلة إلامبراطورية الروسية علي شاطئ الريفيرا الفرنسيFrench Riviera, حيث امتطت ماري الجياد رغم درجات الحرارة المنخفضة.
بعد وفاة والد ماري عام 1900
التقت ماري بالملازم الأول Gheorghe Cantacuzène_ الذي ينتمي نسبه للعائلة الأميرية الرومانية القديمة التابعة للأمير Șerban Cantacuzino. _ علي الرغم من مظهره الرث، إلا أنه استغل حُسن الدعابة لدية؛ فضلًا عن موهبته في امتطاء الخيل. سرعان ماترعرت العاطفة بينهما، لكنها انتهت بعد معرفة العامة، وبسبب هذا الفعل طُعنت في شرفها؛ لذا دعتها والدتها للمجي إلي مدينة Coburg. في عام 1897 حملت ماري وصرح المؤرخ Julia Gelardi قائلا: «بأن مصير هذا الطفل كان إما الإجهاض أو إلإرسال لدار أيتام عقب ولادته مباشرة». كثرت الأقاويل حول الابنة الثانية لماري-Mignon- بأنها ابنة Cantacuzène وليس Ferdinand. علي مدار السنوات التالية، ترددت شائعات بأن ماري كانت علي علاقة بكلاً من Grand Duke Boris Vladimirovich of Russia، و Waldorf Astor، والأمير Barbu Știrbey، و Joe Boyle. في عام 1903 افتح كلا من فرديناند وماري قلعة Pelișor وقلعة الفن الجديد Art Nouveau في سينايا والتي اختارها الملك كارول من أجل الزوجين الملكيين. وقد علمت ماري بمدي القمع المستخدم لثورة الفلاحين الرومانين في عام 1907، لذا تضامنت معهم في ارتدائها زيهم الشعبي، سواء كان هذا في المنزل أو خارجه ونتيجة لهذا أصبح الزي الرسمي للطبقة العليا.
في 29 من يونيو لعام 1913 أعلنت المملكة البلغارية Tsardom of Bulgaria بشن حرب علي اليونان.

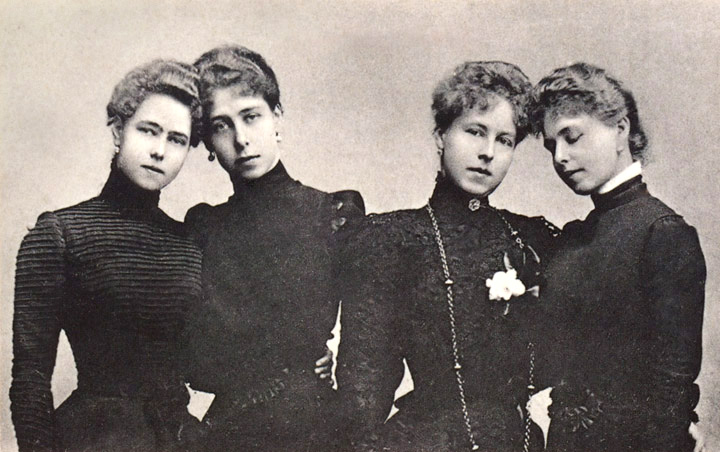
ماري (أقصى اليمين) وأخواتها في حالة حداد بعد وفاة والدهما،عام 1900

 وهكذا أعلنت الحرب البلغارية الثانية في 4 يوليو وبذلك دخلت رومانيا الحرب بالتحالف مع اليونان. استمرت الحرب لأكثر مايزيد عن شهر وزاد الوضع سوءاً بسبب وباء الكوليرا. كما أصيبت ماري بمرض الكوليرا، لكنها اعتبرته نقطة تحول في حياتها حيث مدت إليها يد العون من قبل الطبيبIoan Cantacuzino واخته Pucci –الممرضة بالصليب الأحمر- نتيجةً لذلك سافرت ماري بين كلا من رومانيا وبلغاريا مقدمة يد العون للمستشفيات. ومن شان هذه الأحداث أن تعدها للحرب العظمي. والتي أودت إلي امتلاك رومانيا جنوب Dobrudja بالإضافة للبلدة الساحلية بالجيك Balchik والتي أمددتها ماري بالمقومات لإعدادها نزلاً لها في عام 1924. وبعد فترة وجيزة من الحرب مرض كارول.
في 28 يونيو عام 1914 في العاصمة Sarajevo اغتيل Archduke Franz Ferdinand «وريث الإمبراطورية النمساوية المجرية»Austro-Hungarian Empire وكان ذلك بمثابة صدمة لماري وعائلتها الذين كانوا يقضون عطلتهم في سينيا عند وصولهم الأخبار. في 28 يوليو أعلنت النمسا والمجر الحرب علي صربيا، الذي أسفر لانهيار سلام العالم وتحوله إلي أشلاء. في 3 أغسطس عقد الملك كارول مجلس ولي العهد في سينيا، لكي يقرر عن ما إذا كانت ستشارك رومانيا في الحرب أم لا. علي الرغم من أن الصالح للبلدة هو دعمها لألمانيا ودول المحور؛ إلا أن المجلس الاستشاري رفض ذلك. بعد فترة وجيزة، تفاقم المرض به وأصبح طريح الفراش؛ حتي تمت المناقشة حول التنازل عن عرشه. في النهاية توفي في 10 أكتوبر لعام 1914 وخلفه في الحكم الملك فرديناند.

## ملكة رومانيا (1914–27)

### الحرب العالمية الأولى
في 11 أكتوبر لعام 1914 تم تتويج ماري وفرديناند ملكين لمجلس النواب. وكتبت صديقة مقربة من ماري بأنه تم اختيار صديقتها وسط حب كبير. كما كان لديها تأثير علي زوجها والمحكمة بأكملها مما أدي لكتابة المؤرخ A. L. Easterman بأن الذي حكم العرش لم يكن فرديناند بل ماري هي التي حكمت رومانيا. في الوقت الذي تولي فيه فرديناند الحكم تمت إدارة الحكومة من قبل رئيس الوزراء الليبرالي Ion I. C. Brătianu. قرر كلا من فرديناند وماري عدم الاشتراك في إحداث تغيرات في المحكمة وترك التغير من نظام لأخر للشعب بدلاً من إجبارهم. بمساعدة الوزير Brătianu بدأت ماري في الضغط علي فرديناند لخوض الحرب. في الوقت ذاته تواصلت مع العديد من الأقارب القاطنين في أوروبا وأبرمت معهم صفقة من أفضل الشروط لصالح رومانيا. والتي نصت علي: أنه في حالة ما إذا خاضت البلاد الحرب  doi:10.1093/ref:odnb/64674  فستتحالف ماري مع الحلف الثلاثي المكون من (روسيا، وفرنسا، وبريطانيا) وهذا يرجع لعرقها البريطاني، لكن كان هذا الاختيار الحيادي لم يخل من المخاطر؛ وذلك لأن دخول الحرب مع دول الوفاق يعني أن رومانيا ستكون بمثابة روسيا العازلة ضد الهجمات المحتملة. في نهاية المطاف طالبت ماري فرديناند بعبارات صريحة بأن يخوض الحرب، مما أدي لإدلاء وزير الخارجية الفرنسي لرومانيا Auguste Félix de Beaupoil بقوله «كانت ماري عونا للفرنسن مرتين؛ واحدة حسب نشأتها والأخري بالقلب». تلبية لرغبة ماري، قبل فرديناند توقيع معاهدة مع الوفاق في 17 أغسطس 1916. في 27 أغسطس أعلنت رومانيا الحرب رسمياً علي النمسا والمجر. كتب القديس Aulaire بأن ماري احتضنت الحرب كما لو تحتضن القوة الدين. بعد إبلاغ أطفالهم بأن بلادهم دخلت الحرب، عزل فرديناند وماري خدمهم الألمان، الذين بقوا في خدمتهم كأسري حرب. أثناء الحرب، هبت ماري لمساعدة للصليب الأحمر وزارت المستشفيات بصفة دائمة. خلال الشهر الأول من الحرب، خاضت رومانيا ما لايقل عن تسع معارك بعضاً منها علي الأراضي الرومانية قبل معركة Turtucaia .

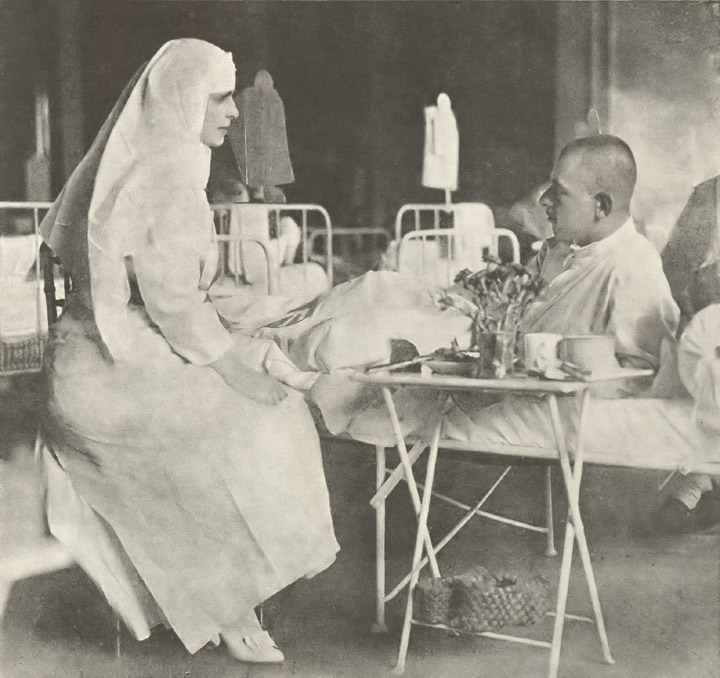
ماري في زيارة لمستشفى عسكري،عام 1917

في 2 نوفمبر 1916 توفي الابن الأصغر لماري الأمير ميرسيا Mircea الذي كان يعاني من حمي التيفود في Buftea. أنهارت ماري وكتبت في جريدتها هل يمكن للشئ أن يظل علي حاله؟ بعد سقوط بوخارست من قبل القوات الأسترالية، نقل الديوان الملكي إلي Iași عاصمة منطقة Moldavia وذلك في ديسمبر 1916. وهناك واصلت العمل كممرضة في المستشفيات العسكرية يومياً، كما كانت ترتدي زي التمريض وتذهب لمحطة القطار لإستقبال الجنود المصابين ونقلهم للمستشفي.
بعد انتهاء الثورة الروسية في أوائل نوفمبر عام 1917 وانتصار البلاشفة Bolsheviks، أصبحت رومانيا علي حد تعبير الدبلوماسي Frank Rattigan جزيرة محاطة من جميع الجهات من قبل العدو، ولم يتدخل الخلفاء للمساعدة. بعد ذلك بوقتٍ قصير وقع فرديناند معهدة Focșani في 9 ديسمبر 1917. اعتبرت ماري هذه المعاهدة محفوفة بالمخاطر، في حين يعتقد كلاً من Brătianu وȘtirbey بأنها كانت إجراءاً لازماً للحصول علي المزيد من الوقت. بمرور الوقت أثبتت الاحداث جدارة ماري والتي برزت في عام 1918 عندما وقعت معاهدة Bucharest، مما أدي لوصفها بأنها الرجل الوحيد لرومانيا. وفي 11 نوفمبر1918 وضع حداً للقتال في أوروبا وبالتالي للحروب أيضاً.
في القرن العاشر بدأت إمارة المجر في غزو Transylvania والتي احتلت من قبل الهنغارين لعام 1200. كانت فكرة رومانيا الكبري راسخة في أذهان الرومانين في Transylvania لبعض الوقت  كان Brătianu يدعم هذا المبدأ قبل الحرب. في عام 1918 صوت لصالح الاتحاد مع رومانيا كلاً من Bessarabia و Bukovina وتمت عملية التصويت في المدينة القديمة من Alba Iulia في 1 ديسمبر عام 1918 حيث قرأ Vasile Goldiș قرار اتحاد ترانسيلفاunion of Transylvania مع المملكة المتحدة. دعمت هذه الوثيقة من قبل الرومان بالإضافة إلي النواب السكسونين Saxon وكانت تنص علي إنشاء مجلس روماني وطني. كتبت ماري علي مايبدو أنه سيتحقق حلم رومانيا، وأنه من الصعب عليها تصديق ذلك! بعد الاجتماع عاد كلا من فرديناند وماري إلي بوخارست حيثو لاقوا أنواعاً عدة من البهجة المختلفة المتمثلة في يوم واحد من (البرية) المفعم بالحماس بقيادة القوات الزاحفة والمشاركة في الهتاف. وشاركت القوات في الاحتفال، حينها رأت ماري ولأول مرة الوفاق علي الأراضي اليونانية.

## معرض صور
